# Блюменфельд Герман Фадєєвич
Герман Фадєєвич Блюменфельд (* 1861 — початок 1920-х) — історик права Східної Європи.

## Життєпис
Народився у Херсоні у родині відомого рабина Фадея (Файтеля) Блюменфельда, автора низки статей у єврейському російськомовному журналі «Восход». 
Середню освіту отримав у херсонській гімназії. Протягом 1878–1883 навчався на юридичному факультеті Імператорського Новоросійського університету. Під впливом Ф. Леонтовича він захопився вивченням історії права. Студентський твір присвячений аналізу розвитку давньоруського землеволодіння, у 1883 р. був нагороджений золотою медаллю та премією кн. А. Васильчикова (1886) у розмірі 500 рублів. Взяв участь у засіданнях секції «Пам'ятки юридичного та громадського побуту» VI Археологічного з'їзду, що відбувся в Одесі у 1884 р. Прочитав дві доповіді: «Давність поземельного права» та «Про значення писцових книг у давньому господарському побуті російського народу». Також вивчав історію землеволодіння у кримських татар. 
У 1890-ті облишив історичні студії, зосередившись на кар'єрі адвоката. Брав участь у декількох гучних процесах. Став одним з найавторитетніших адвокатів в Одесі, був знайомий з видатними вченими. Зокрема, входив до гуртка С. Дубнова. У 1891 разом з С. Дубновим брав участь у підготовці перекладу скороченого видання історії євреїв Г. Греца. Виступав проти привнесення в історичні дослідження національної ідеї. Сучасники відзначали його широку ерудицію, ораторські здібності, ліберальні погляди. 20 років був помічником присяжного повіреного. 
Брав активну участь у діяльності Одеського юридичного товариства, публікувався у російськомовних єврейських журналах Рассвет та «Русский еврей». На основі статистичних та історичних даних проаналізував стан єврейських колоній у Херсонській губ. На початку ХХ ст. був призначений сенатором та переїхав до С.-Петербургу, але не припиняв зв'язків з Одесою. У 1918 повернувся до Одеси. У місцевій пресі публікував свої статті, присвячені аналізу нового законодавства.

## Науковий доробок
Як історик належав до авторитетного в історичній науці історико-юридичного напрямку. Представники цього напрямку досліджували вузлові питання історичного розвитку: общину, виникнення кріпацтва, державний лад, механізми функціонування суспільства за певними правовими нормами тощо. Їхнім поглядам був властивий деякий схематизм та догматизм. Складний та суперечливий історичний процес вони намагались розглядати переважно через призму сучасних для них юридичних понять, увібгати у чіткі схеми. Разом з цим саме завдяки працям істориків права було вивчено значний комплекс історичних джерел, по новому розглянуто важливі питання історії. 
Зосередився на дослідженні мало з'ясованого в літературі питання про розвиток землеволодіння у Давній Русі (у розумінні автора ця доба охоплювала час з раннього середньовіччя до кінця XVII ст.). Використавши широке коло джерел та літератури (в тому числі провідних західноєвропейських та американських авторів Г. Мена та ін.), історик доводив, що основною формою землеволодіння на Русі була сімейна община, так звана «задруга». Таким чином автор розвинув задружну теорію, що запропонував його вчитель Ф. Леонтович. Разом з цим показав, що задруга співіснувала з іншими формами земельного землеволодіння. Обґрунтував великий вплив монгольського іга на еволюцію землеволодіння на Русі, показав зародження кріпацтва. 
Намагався обґрунтувати тезу про те, що на Русі община, на відміну від Західної Європи, була позитивно сприйнята населенням, сприяла прогресу господарства. Робота була сприйнята у науковому світі як серйозне дослідження, про що свідчить низка рецензій у провідних наукових журналах Російської імперії. Найбільш ґрунтовною була рецензія М. Владимирського-Буданова, який заперечив задружну теорію як нездатну пояснити всі особливості розвитку землеволодіння на Русі. Подібну роботу щодо вивчення різних форм землеволодіння провів щодо історії Кримського ханства. Робота була новаторською, адже попередники одеського автора Ф. Лашков та М. Смирнов або лише наводили дані джерел або приділяли увагу політичній історії.

## Праці
- О формах землевладения в Древней России. — Одесса, 1884;
- Крымско-татарское землевладение (историко-юридический очерк). — Одесса, 1888;
- Древности поземельного права // Рефераты заседаний VI археологического съезда в Одессе. — Одесса, 1884.

## Джерело
- Блюменфельд Герман Фадейович [Архівовано 23 лютого 2014 у Wayback Machine.](рос.)
- Греченко В. А.,  Россіхін В. В. Дослідження істориком права Г.Ф. Блюменфельдом (1861-1920) форм землеволодіння доби Київської Русі [Архівовано 3 червня 2021 у Wayback Machine.] // Юридичний бюлетень. – 2018. – Вип. 7, ч. 1. – С. 34-41.